# نیکول آلیور
نیکول آلیور (انگلیسی: Nicole Oliver؛ زادهٔ ۲۲ فوریهٔ ۱۹۷۰) بازیگر و صداپیشه اهل کانادا است. وی از سال ۱۹۷۹ میلادی تاکنون مشغول فعالیت بوده‌است.
از فیلم‌ها یا برنامه‌های تلویزیونی که وی در آن نقش داشته‌است، می‌توان به پونی کوچولوی من: دوستی معجزه است، یادداشت مرگ، موزاییک، ارو، غیب‌گو، دروازه ستارگان اس‌جی-۱، سوپرنچرال، و اعجوبه اشاره کرد.